# Heyr himna smiður
«Heyr himna smiður» (з ісл. Почуй, небесний ковалю) — середньовічний ісландський гімн, написаний ісландським поетом та державним діячем Кольбейнном Тумасоном у ХІІІ столітті. Музику, що супроводжує текст, створив Торкелль Сіґурбйорнссон (1938–2013) більше 700 років потому.
Цей гімн часто виконується у супроводі мелодії, створеної композитором Сіґвальді Калдалоунсом. Традиційно цей гімн виконують під час похорон, проте його можна почути і під час звичайних заходів.

## Текст
У цьому розділі оригінальний текст надано як середньовічною ісландською мовою, так і ісландською мовою ХІХ століття. Третя колонка містить неримований буквальний переклад тексту гімну.
Оригінальний текст гімну має метричний розмір 5.5.5.5.5.5.5.5.
| Heyr himna smiðr hvers skáldit biðr; komi mjúk til mín miskunnin þín. Því heitk á þik þú hefr skaptan mik; ek em þrællinn þinn, þú est dróttinn minn. Goð, heitk á þik at græðir mik; minzk mildingr mín, mest þurfum þín; ryð þú rǫðla gramr, ríklyndr ok framr, hǫlds hverri sorg ór hjarta borg. Gæt, mildingr, mín mest þurfum þín helzt hverja stund á hǫlða grund; sett, meyjar mǫgr, málsefni fǫgr, ǫll es hjǫ́lp af þér í hjarta mér. | Heyr, himna smiður, hvers skáldið biður. Komi mjúk til mín miskunnin þín. Því heit eg á þig, þú hefur skaptan mig. Ég er þrællinn þinn, þú ert drottinn minn. Guð, heit eg á þig, að græðir mig. Minnst, mildingur, mín, mest þurfum þín. Ryð þú, röðla gramur, ríklyndur og framur, hölds hverri sorg úr hjartaborg. Gæt, mildingur, mín, mest þurfum þín, helst hverja stund á hölda grund. Set, meyjar mögur, málsefni fögur, öll er hjálp af þér, í hjarta mér. | Почуй, небесний ковалю, що просить поет. Хай прибуде мені милість твоя. Тож я кличу тебе, того, хто створив мене. Я твій слуга, ти мій Господар. Боже, я кличу тебе зцілити мене. Памʼятай про мене, о милостивий, Ми потребуємо тебе більше за все. Виведи, О владико сонця, щедрий та величний, усі гіркоти людські з фортеці серця. Бережи мене, о милостивий, Ми потребуємо тебе більше за все, кожної мити в цьому світі людей. Дай нам, сине діви, доброї долі, всю допомогу маю від тебе, в моєму серці. |

## Відомі записи
Записи, що містять виконання гімну на мелодію Сіґурбйорнссона, написану у ХХ столітті:  
- 2008, Гатльґрімскірк'я — Motet Choir, альбом: Ljósið þitt lýsi mér: Icelandic Church Music[2]
- 2021, Voces8, альбом: Infinity[3]

## Видатні виконавці
- Árstíðir
- Айвер Полсдоттір

## У популярній культурі
У вересні 2013 року гімн став вірусним в інтернеті завдяки експромт-виступу ісландської інді-фолк-групи Árstíðir. Станом на 2022 рік відео із виконанням гімну, опубліковане на YouTube, має більше 7,8 млн переглядів.
У 2017 році цей гімн також було включено до двох серій дистопічного серіалу «Оповідь служниці». Використана у серіалу версія гімну була оброблена та виконана Гільдур Ґуднадоттір у її альбомі «Saman», що вийшов у 2014 році.